# Chino International Sports Park Skating Center
Het Chino International Sports Park Skating Center (茅野国際スケートセンター) is een ijsbaan in Chino in de prefectuur Nagano in het midden van Japan. De openlucht-kunstijsbaan is geopend in 1989 en ligt op 820 meter boven zeeniveau.

## Belangrijke wedstrijden

### Nationale kampioenschappen
- 1992 - JK allround
- 2005 - JK sprint